# Echinosaura sulcarostrum
Echinosaura sulcarostrum är en ödleart som beskrevs av  Donnelly, Macculloch UGARTE och KIZIRIAN 2006. Echinosaura sulcarostrum ingår i släktet Echinosaura och familjen Gymnophthalmidae. Inga underarter finns listade i Catalogue of Life.